# 普农斯罗县 (磅士卑省)
普农斯罗县，一译普农士律县，是柬埔寨磅士卑省下辖的一个县。柬埔寨华人称其为尖山县。
据1998年人口普查，此县共有74,651人。
基里隆国家公园位于该县境内。